# Miranda Krestovnikoff

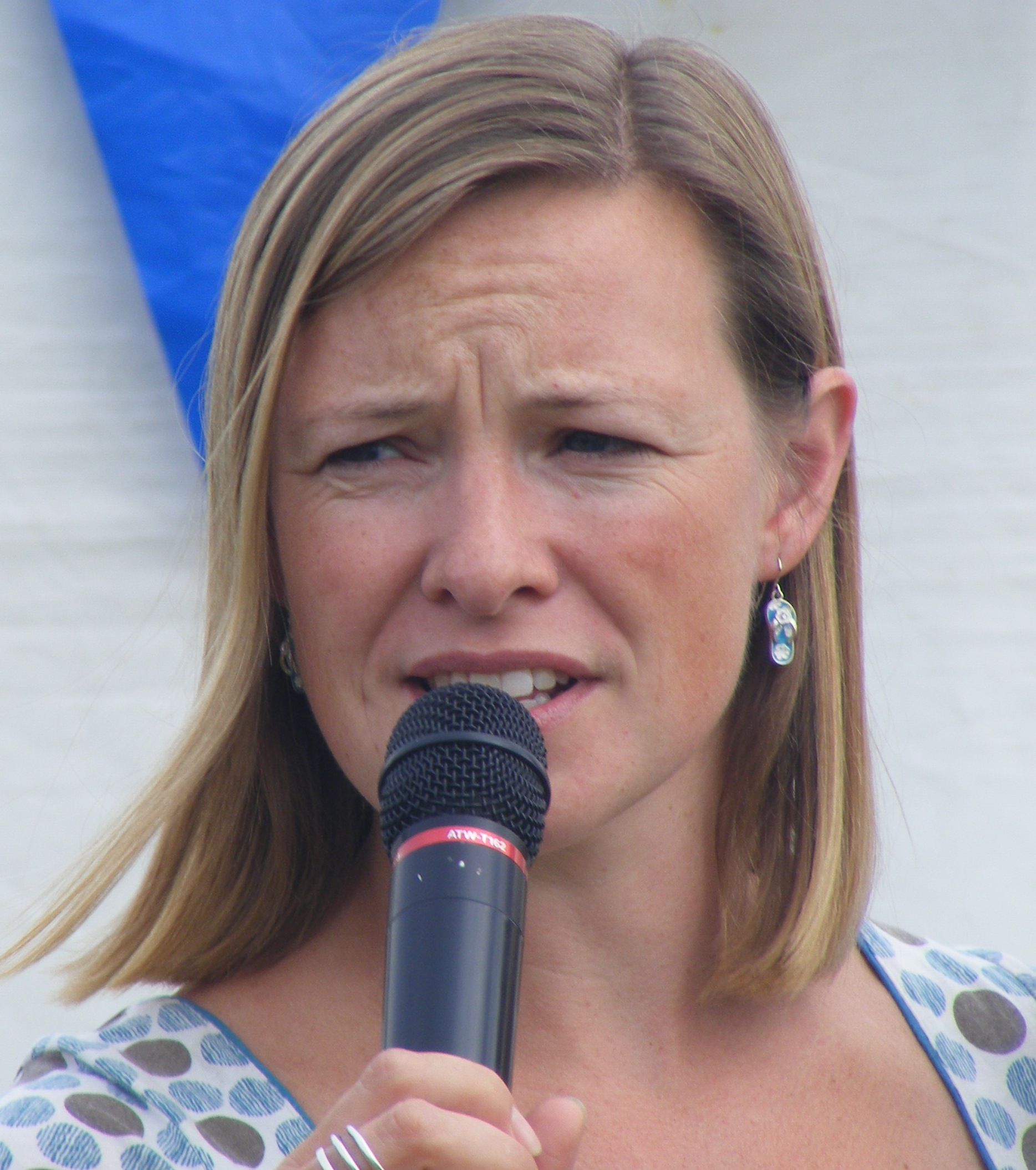
Miranda Krestovnikoff (2010)

Miranda Krestovnikoff (* 29. Januar 1973 in Buckinghamshire, England) ist eine britische Radio- und Fernsehmoderatorin, die sich auf Naturgeschichte und Archäologie-Programme spezialisiert hat. Zudem ist sie eine von Scuba Diving International ausgebildete Taucherin, sodass sie auch als Co-Moderatorin in Programmen mit Unterwasserkontext auftritt.

## Ausbildung
Krestovnikoff besuchte die Abbey School in Reading, Berkshire, bevor sie einen Studienplatz an der University of Bristol annahm, um dort Zoologie zu studieren. Während ihrer Zeit in Bristol interessierte sie sich für das Filmen von Wildtieren und ihrer Umwelt und sammelte Arbeitserfahrungen bei der renommierten Natural History Unit der BBC.

## Karriere als naturhistorische Moderatorin
Nach ihrem Abschluss arbeitete sich Krestovnikoff bei der BBC und verschiedenen, auf Wildtieren basierenden Produktionsfirmen in Bristol in eine Position als Forscherin hoch. Ihre erste Präsentationsrolle hatte sie 1999 in dem Fox Television-Programm World Gone Wild.
Seit 2000 moderierte sie eine Reihe von Programmen rund um das Tauchen wie die Carlton-Kinderproduktion Water Warriors, die die Unterwasserwelt erkundet. Auch in der Kinderfernsehshow SMILE arbeitete Krestovnikoff als Haustierexpertin und wirkte 2003 an der Channel 4-Serie Wreck Detectives mit. In Fortsetzung des Themas Geschichte/Archäologie präsentierte Krestovnikoff die BBC2-Serie Hidden Treasure. Ein großes Projekt im Sommer 2004 war die UKTV History/Anglia-Television-Produktion Time Trail, die sich auf die lokale Geschichte in der East-Anglia-Region konzentrierte.
Des Weiteren war Krestovnikoff eine der fünf Moderatorinnen für die BBC2-Serie Coast, die erstmals 2005 ausgestrahlt wurde und ihr größere öffentliche Aufmerksamkeit verschaffte. Hierin wurden die Küste Großbritanniens und ihre Natur- und Menschheitsgeschichte ausführlich erforscht, wobei Krestovnikoff in jeder Episode ein naturhistorisches Segment vorstellte. Im Sommer 2005 filmte Krestovnikoff für eine BBC2- und Open-University-Produktion mit dem Titel History Mysteries. Auch in der Fernsehshow The One Show ist sie regelmäßig als Moderatorin zu sehen.
Daneben ist Krestovnikoff eine leidenschaftliche Meeresschützerin und moderiert für The Underwater Channel über die Arbeit von Meeres- und Wildtierkaritativen, zusammen mit anderen Moderatoren wie Monty Halls.

## Sonstige Tätigkeiten
Neben ihrer Fernseharbeit hat Krestovnikoff das Frühstücksprogramm auf BBC Radio 3 moderiert, schreibt Artikel für das Diver Magazin und engagiert sich im Public Speaking.
Darüber hinaus ist Krestovnikoff auch eine begabte Musikerin, die die Flöte im New Bristol Sinfonia Orchestra spielt. Im Jahr 1994 gründete sie ihren eigenen Acappella-Chor namens PARTSONG, den sie acht Jahre lang leitete.

### Wohltätigkeitsarbeit
Krestovnikoff ist eine bekannte Unterstützerin von Naturschutz-Charitys, von denen sie mehrere auch auf ihrer persönlichen Website auflistet, darunter den Wildfowl & Wetlands Trust und Ape Action Africa. Im Oktober 2013 wurde sie zur Präsidentin der Royal Society for the Protection of Birds gewählt und löste damit Kate Humble ab.